# Lech Pajdowski
Lech Pajdowski (ur. 17 listopada 1920 w Lublinie, zm. 10 września 2013 we Wrocławiu) – polski chemik, specjalista w zakresie chemii i elektrochemii związków kompleksowych, profesor zwyczajny doktor habilitowany.
W 1951 ukończył studia na Politechnice Wrocławskiej. Przez całą karierę zawodową związany był z Uniwersytetem Wrocławskim, gdzie był między innymi organizatorem i kierownikiem Zakładu Analizy Instrumentalnej oraz Zespołu Elektrochemii i Termodynamiki Związków Koordynacyjnych. Piastował także funkcje prodziekana Wydziału Matematyki, Fizyki i Chemii na tejże uczelni w latach 1966-1970 oraz zastępcy dyrektora Instytutu Chemii Uniwersytetu Wrocławskiego w latach 1971-1973 i 1979-1981. Autor podręcznika Chemia ogólna. Pochowany został na Cmentarzu Świętej Rodziny we Wrocławiu.

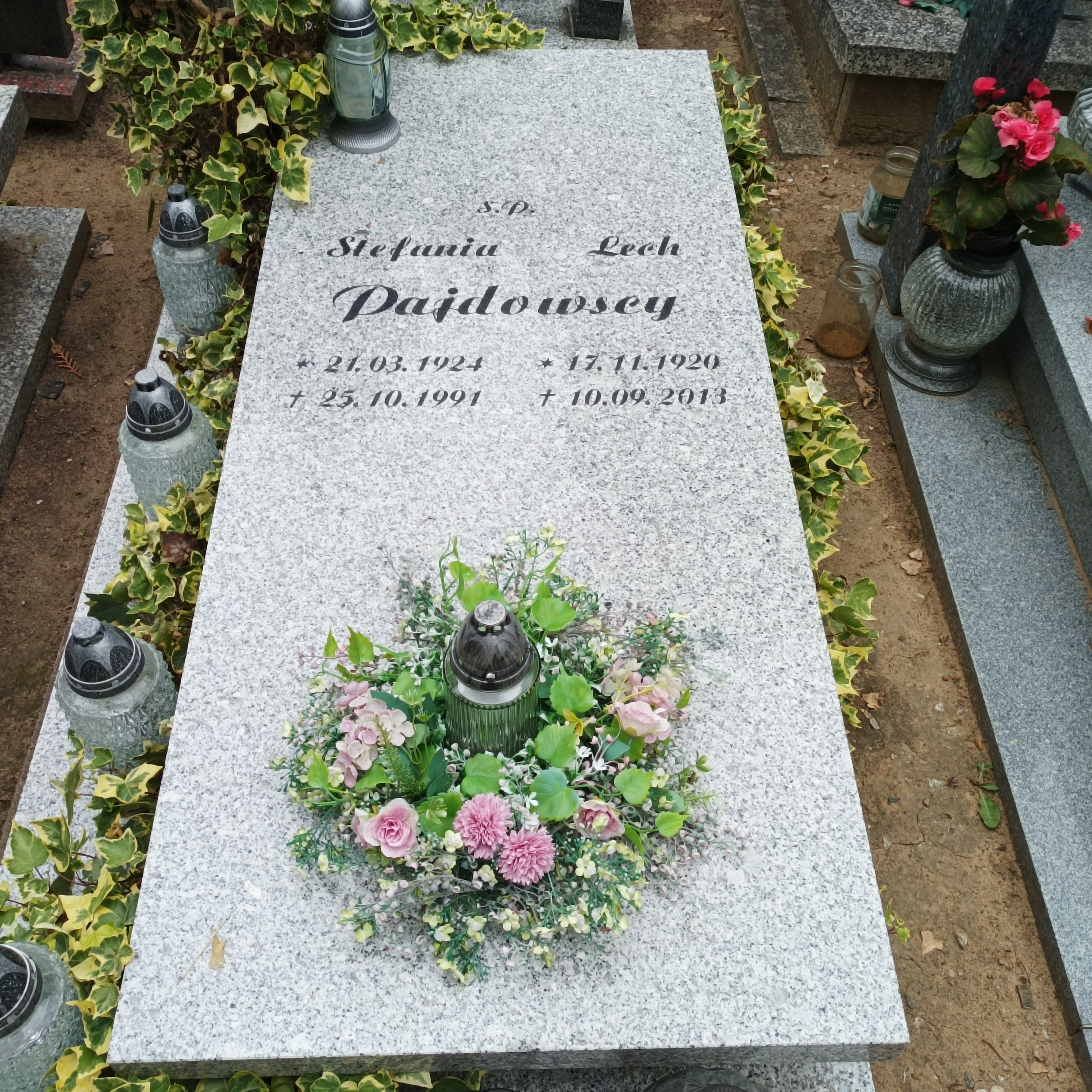
Grób prof. Lecha Pajdowskiego na Cmentarzu Świętej Rodziny

## Odznaczenia
- Medal Komisji Edukacji Narodowej